# Giro delle Valli Aretine
Le Giro delle Valli Aretine est une course cycliste italienne disputée à Arezzo dans la province d'Arezzo en Toscane. Créé en 1958, il est organisé par l'Unione ciclistica aretina. Il fait partie de l'UCI Europe Tour entre 2005 et 2010, en catégorie 1.2.

## Palmarès
| Année     | Vainqueur              | Deuxième             | Troisième           |
| --------- | ---------------------- | -------------------- | ------------------- |
| 1958      | Mario Camilletti       |                      |                     |
| 1959      | Silvano Quattrini      |                      |                     |
| 1960      | Carlo Storai           |                      |                     |
| 1961      | Gino Angelini          |                      |                     |
| 1962      | Rolando Picchiotti     |                      |                     |
| 1963      | Sergio Michelotti      |                      |                     |
| 1964      | Marcello Mangani       |                      |                     |
| 1965      | Luigi Reggi            |                      |                     |
| 1966      | Ottorino Benedetti     |                      |                     |
| 1967      | Ugo Sora               |                      |                     |
| 1968      | Sauro Berti            |                      |                     |
| 1969      | Wilmo Francioni        |                      |                     |
| 1970      | Nazzareno Pola         |                      |                     |
| 1971      | Mario Giaccone         |                      |                     |
| 1972      | Francesco Moser        | Walter Riccomi       | Giovanni Battaglin  |
| 1973      | Bruce Biddle           |                      |                     |
| 1974      | Glauco Santoni         |                      |                     |
| 1975      | Carmelo Barone         |                      |                     |
| 1976      | Flavio Miozzo (it)     |                      |                     |
| 1977      | Leonardo Bevilacqua    |                      |                     |
| 1978      | Umberto Inselvini      | Fiorenzo Landoni     |                     |
| 1979      | Paolo Venturini        |                      |                     |
| 1980      | Moreno Argentin        |                      |                     |
| 1981      | Maurizio Reali         |                      |                     |
| 1982      | Giancarlo Montedori    |                      |                     |
| 1983      | Manrico Ronchiato      |                      |                     |
| 1984      | Romano Randi           |                      |                     |
| 1985      | Claudio Santi          |                      |                     |
| 1986      | Massimo Podenzana      |                      |                     |
| 1987      | Roberto Garuti         |                      |                     |
| 1988      | Mauro Sandroni         |                      |                     |
| 1989      | Massimo Donati         |                      |                     |
| 1990      | Luca Scinto            |                      |                     |
| 1991      | Rosario Fina           |                      |                     |
| 1992      | Nicola Loda            |                      |                     |
| 1993      | Roberto Zoccorato      |                      |                     |
| 1994      | Marco Bellini          |                      |                     |
| 1995      | Denis Fuser            |                      |                     |
| 1996      | Fabrizio Guidi         |                      |                     |
| 1997      | Fabrizio Guidi         | Biagio Conte         | Marco Vergnani      |
| 1998      | Fortunato Baliani      | Allan Oras           | Giuseppe Di Fresco  |
| 1999      | non disputé            |                      |                     |
| 2000      | Massimilliano Martella |                      |                     |
| 2001-2002 | non disputé            |                      |                     |
| 2003      | Matteo Gigli           | Alessandro Del Fatti | Fabio Borghesi      |
| 2004      | Diego Caccia           | Paolo Bailetti       | Dainius Kairelis    |
| 2005      | Gianluca Moi           | Alessandro Barotti   | Davide Bonuccelli   |
| 2006      | Federico Canuti        | Aurélien Passeron    | Alexey Shchebelin   |
| 2007      | Davide Malacarne       | Dan Craven           | Vincenzo Garofalo   |
| 2008      | Enrico Zen             | Robert Vrečer        | Sacha Modolo        |
| 2009      | Enrico Battaglin       | Matija Kvasina       | Gianluca Brambilla  |
| 2010      | Henry Frusto           | Davide Mucelli       | Marco Canola        |
| 2011      | Nicola Boem            | Enrico Barbin        | Marco Canola        |
| 2012      | Luca Benedetti         | Gennaro Maddaluno    | Paolo Totò          |
| 2013      | Gianfranco Zilioli     | Ricardo Pichetta     | Mirko Trosino       |
| 2014      | Marcin Mrożek          | Mirko Trosino        | Gianni Moscon       |
| 2015      | Nicola Gaffurini       | Mattia De Marchi     | Andrea Marchi       |
| 2016      | Ivan Martinelli        | Claudio Longhitano   | Ettore Carlini (ca) |
| 2017      | Daniele Trentin        | Tommaso Fiaschi      | Luca Muffolini      |
| 2018      | Leonardo Tortomasi     | Luca Covili          | Andrea Di Renzo     |
| 2019      | Manuele Tarozzi        | Lorenzo Ginestra     | Sebastián Castaño   |
| 2020-2021 | non disputé            |                      |                     |
| 2022      | Lorenzo Quartucci      | Federico Molini      | Filippo Magli       |
| 2023      | Luca Cavallo           | Ludovico Crescioli   | Nicolò Garibbo      |
| 2024      | Lorenzo Magli          | Michael Belleri      | Andrea Buti         |